# 茹科廷 (利維夫州)
茹科廷（羅馬化：Zhukotyn）是烏克蘭西部利沃夫州桑比爾區圖爾卡市鎮的村莊，面積0.8平方公里，2001年該村落人口656，人口密度每平方公里820人。